# Horizon League

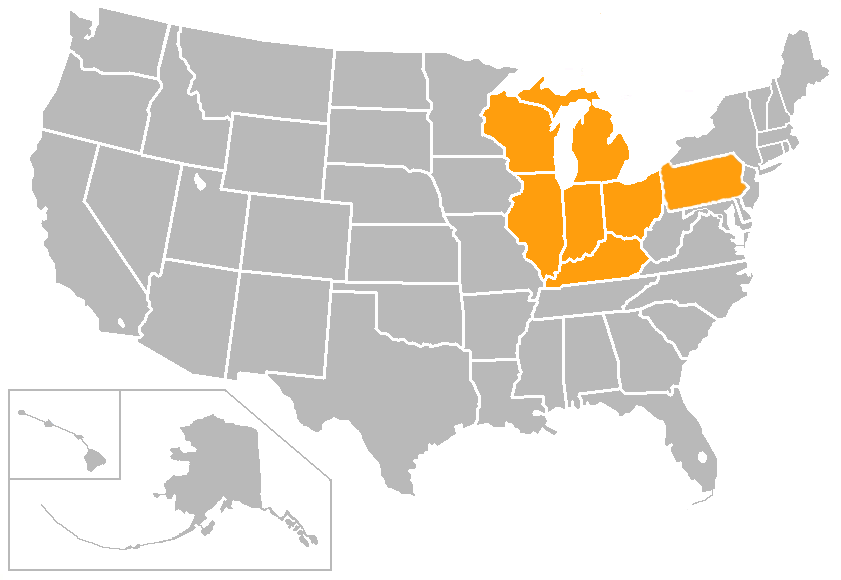
Répartition géographique

La Horizon League est une conférence de la Division I de la NCAA. Le siège social de la conférence se situe à Indianapolis (Indiana). Les équipes de la conférence appartiennent à la région des Grands Lacs.

## Membres
Ci-dessous la liste des membres de la Horizon League.
| Institutions                           | Siège                       | Fondation | Type     | Surnom                              | Rejoint |
| -------------------------------------- | --------------------------- | --------- | -------- | ----------------------------------- | ------- |
| Université d'État de Cleveland         | Cleveland, Ohio             | 1964      | Publique | Vikings de Cleveland State (en)     | 1994    |
| Université de Detroit Mercy            | Détroit, Michigan           | 1877      | Privée   | Titans de Detroit Mercy (en)        | 1990    |
| Université du Wisconsin à Green Bay    | Green Bay, Wisconsin        | 1965      | Publique | Phoenix de Green Bay (en)           | 1994    |
| Université de l'Indiana à Indianapolis | Indianapolis, Indiana       | 1969      | Publique | Jaguars de l'IU Indy (en)           | 2017    |
| Université du Wisconsin à Milwaukee    | Milwaukee, Wisconsin        | 1956      | Publique | Panthers de Milwaukee (en)          | 1994    |
| Université du Nord du Kentucky         | Highland Heights, Kentucky  | 1968      | Publique | Norse de Northern Kentucky (en)     | 2015    |
| Université d'Oakland                   | Rochester, Michigan         | 1957      | Publique | Golden Grizzlies d'Oakland (en)     | 2013    |
| Université Purdue à Fort Wayne         | Fort Wayne, Indiana         | 1964      | Publique | Mastodons de Purdue Fort Wayne (en) | 2020    |
| Université Robert Morris               | Moon Township, Pennsylvanie | 1921      | Privée   | Colonials de Robert Morris          | 2020    |
| Université d'État Wright               | Fairborn, Ohio              | 1964      | Publique | Raiders de Wright State             | 1994    |
| Université d'État de Youngstown        | Youngstown, Ohio            | 1908      | Publique | Penguins de Youngstown State (en)   | 2001    |

1. ↑  IU Indy (ou IU Indianapolis) n'a pas existé avant 2024, mais a hérité de son programme sportif de l'Université de l'Indiana – Université Purdue à Indianapolis (IUPUI), fondée en 1969. IUPUI a été dissous en 2024; les systèmes de l'Université de l'Indiana et de l'Université Purdue ont chacun établi un nouveau campus à Indianapolis à l'époque.
2. ↑  Bien que le campus d'Oakland ait une adresse postale à Rochester, il est physiquement divisé entre les villes distinctes d'Auburn Hills et de Rochester Hills.
3. ↑  Purdue Fort Wayne n'a pas existé avant 2018, mais a hérité de son programme sportif de l'Université de l'Indiana – Université Purdue à Fort Wayne (IPFW), fondée en 1964. IPFW a été dissous en 2018; les systèmes de l'Université de l'Indiana et de l'Université Purdue ont chacun établi un nouveau campus à Fort Wayne à l'époque.
4. ↑  Bien que physiquement situé à Fairborn, le campus de Wright State possède une adresse postale à Dayton.

### Membres futurs
| Institutions                     | Siège            | Fondation | Type     | Surnom                       | Rejoint |
| -------------------------------- | ---------------- | --------- | -------- | ---------------------------- | ------- |
| Université du Nord de l'Illinois | DeKalb, Illinois | 1895      | Publique | Huskies de Northern Illinois | 2026    |

### Membres associés
Membres sortants en rose.
| Institutions                          | Siège                 | Fondation | Type            | Surnom                                    | Sport(s)        | Rejoint | Conférence principale |
| ------------------------------------- | --------------------- | --------- | --------------- | ----------------------------------------- | --------------- | ------- | --------------------- |
| Université Belmont                    | Nashville, Tennessee  | 1890      | Privée          | Bruins de Belmont                         | Tennis masculin | 2022    | MVC                   |
| Université du Sud de l'Indiana        | Evansville, Indiana   | 1965      | Publique        | Screaming Eagles de Southern Indiana (en) | Tennis masculin | 2022    | OVC                   |
| Université d'État du Tennessee        | Nashville, Tennessee  | 1912      | Publique (HBCU) | Tigers de Tennessee State (en)            | Tennis masculin | 2022    | OVC                   |
| Université technologique du Tennessee | Cookeville, Tennessee | 1912      | Publique        | Golden Eagles de Tennessee Tech (en)      | Tennis masculin | 2022    | OVC (SoCon de 2026)   |

1. ↑  Le campus a une adresse postale à Evansville, mais se trouve dans une zone non constituée en société du comté de Vanderburgh.
2. ↑  La Southern Conference, futur siège de Tennessee Tech, gère une ligue de tennis masculin.